# De Olho nas Estrelas
De Olho nas Estrelas foi um programa produzido e exibido pela  Rede Bandeirantes entre 25 de abril de 2004 até 15 de junho de 2007, apresentado por Leão Lobo. 

## O programa
O programa estreou em 25 de abril de 2004, às 14h30. Exibido ao vivo, o programa mostrava as principais notícias dos famosos, os destaques da semana, e as ultimas novidades sobre celebridades. O objetivo do programa era reforçar a grade de programação dos domingos da emissora.
O programa também possuía quatro paparazzis (em São Paulo, Rio de Janeiro, Belo Horizonte e Porto Alegre) que perseguiam e davam flagras em famosos.
A partir de 15 de agosto de 2005 o programa passou a ser exibido de segunda a sexta, das 16:00 às 17:15. A partir de 26 de setembro de 2005, o programa também chegou a ser exibido no horário da manhã.
Em 14 de agosto de 2006, o programa passou a ser exibido às 17:00.
O último programa foi ao ar no dia 15 de junho de 2007, dando lugar ao programa Atualíssima.

## Audiência
O primeiro programa teve média de 2 pontos, e picos de 4. 